# Agrostis hallii
Agrostis hallii är en gräsart som beskrevs av George Vasey. Agrostis hallii ingår i släktet ven, och familjen gräs. Inga underarter finns listade i Catalogue of Life.